# La Pivellina
La Pivellina é um filme de drama austríaco de  dirigido e escrito por Tizza Covi e Rainer Frimmel. Em 1999 foi selecionado como representante da Áustria à edição do Oscar , organizada pela Academia de Artes e Ciências Cinematográficas.

## Elenco
- Patrizia Gerardi - Patty
- Walter Saabel - Walter
- Asia Crippa - Asia
- Tairo Caroli - Tairo